# Bahrain Victorious/Saison 2025
Diese Liste beschreibt die Mannschaft und die Siege des Radsportteams Bahrain Victorious in der Saison 2025.

## Mannschaft
| Teamkader 2025                | Teamkader 2025     | Teamkader 2025         | Teamkader 2025                               |
| Name                          | Geburtsdatum       | Land                   | Vorheriges Team                              |
| ----------------------------- | ------------------ | ---------------------- | -------------------------------------------- |
| Nikias Arndt                  | 18. November 1991  | Deutschland            | Team DSM (2022)                              |
| Phil Bauhaus                  | 8. Juli 1994       | Deutschland            | Team Sunweb (2018)                           |
| Pello Bilbao                  | 25. Februar 1990   | Spanien                | Astana (2019)                                |
| Alberto Bruttomesso           | 30. Oktober 2003   | Italien                | Cycling Team Friuli ASD (2023)               |
| Santiago Buitrago             | 26. September 1999 | Kolumbien              | Team Cinelli (2019)                          |
| Nicolò Buratti                | 7. Juli 2001       | Italien                | Cycling Team Friuli ASD (2023)               |
| Damiano Caruso                | 12. Oktober 1987   | Italien                | BMC Racing Team (2018)                       |
| Roman Dmitrijewitsch Jermakow | 6. Oktober 2004    | Russland               | CTF Victorious (2024)                        |
| Žak Eržen                     | 19. Oktober 2005   | Slowenien              | CTF Victorious (2024)                        |
| Afonso Eulálio                | 30. September 2001 | Portugal               | ABTF Betão-Feirense (2024)                   |
| Matevž Govekar                | 17. April 2000     | Slowenien              | Tirol KTM Cycling Team (2022)                |
| Kamil Gradek                  | 17. September 1990 | Polen                  | Vini Zabù (2021)                             |
| Jack Haig                     | 6. September 1993  | Australien             | Mitchelton-Scott (2020)                      |
| Rainer Kepplinger             | 19. August 1997    | Österreich             | Hrinkow Advarics (2022)                      |
| Lenny Martinez                | 11. Juli 2003      | Frankreich             | Groupama-FDJ (2024)                          |
| Fran Miholjević               | 2. August 2002     | Kroatien               | Cycling Team Friuli ASD (2022)               |
| Matej Mohorič                 | 19. Oktober 1994   | Slowenien              | UAE Team Emirates (2017)                     |
| Mathijs Paasschens            | 18. März 1996      | Niederlande            | Lotto Dstny (2024)                           |
| Andrea Pasqualon              | 2. Januar 1988     | Italien                | Intermarché-Wanty-Gobert Matériaux (2022)    |
| Finlay Pickering              | 27. Januar 2003    | Vereinigtes Königreich | Trinity Racing (2023)                        |
| Daniel Skerl                  | 21. März 2003      | Italien                | CTF Victorious (2024)                        |
| Robert Stannard               | 16. September 1998 | Australien             | Alpecin-Deceuninck (2023)                    |
| Oliver Stockwell              | 7. Juni 2001       | Vereinigtes Königreich | CTF Victorious (2024)                        |
| Antonio Tiberi                | 24. Juni 2001      | Italien                | Trek-Segafredo (2023)                        |
| Torstein Træen                | 16. Juli 1995      | Norwegen               | Uno-X Pro Cycling Team (2023)                |
| Sergio Tu                     | 24. Februar 1997   | Chinese Taipei         | Cycling Team Friuli ASD (2022)               |
| Max van der Meulen            | 13. Januar 2004    | Niederlande            | CTF Victorious (2024)                        |
| Vlad Van Mechelen             | 2. Juni 2004       | Belgien                | Development Team dsm-firmenich PostNL (2024) |
| Fred Wright                   | 13. Juni 1999      | Vereinigtes Königreich | 100% me (2018)                               |
| Edoardo Zambanini             | 21. April 2001     | Italien                | Zalf Euromobil Fior (2021)                   |
|                               |                    |                        |                                              |
| Quelle: ProCyclingStats       |                    |                        |                                              |

## Siege
| Siege    | Siege                             | Siege      | Siege  | Siege             | Siege |
| Datum    | Rennen                            | Staat      | Klasse | Sieger            |       |
| -------- | --------------------------------- | ---------- | ------ | ----------------- | ----- |
| 6. Feb.  | Valencia-Rundfahrt, 2. Etappe     | Spanien    | 2.Pro  | Santiago Buitrago |       |
| 8. Feb.  | Valencia-Rundfahrt, 4. Etappe     | Spanien    | 2.Pro  | Santiago Buitrago |       |
| 9. Feb.  | Valencia-Rundfahrt, Gesamtwertung | Spanien    | 2.Pro  | Santiago Buitrago |       |
| 13. Mär. | Paris–Nizza, 5. Etappe            | Frankreich | 2.UWT  | Lenny Martinez    |       |

## UCI-Weltranglisten-Platzierungen
| UCI-Ranking | UCI-Ranking | UCI-Ranking | UCI-Ranking |
| Fahrer      | Fahrer      | Land        | Punkte      |
| ----------- | ----------- | ----------- | ----------- |